# ماسايا كاروبي
ماسايا كاروبي (باليابانية: 軽部 雅也) (مواليد 13 مايو 1979)، هو لاعب كرة قدم سابق كان يلعب كمدافع.